# Wahlkreis Trier
Der Wahlkreis Trier (Wahlkreis 25) ist ein Landtagswahlkreis in Rheinland-Pfalz. Er umfasst die kreisfreie Stadt Trier mit Ausnahme der Stadtteile Biewer, Ehrang, Pfalzel und Ruwer/Eitelsbach, welche zum Wahlkreis Trier/Schweich gehören.

## Wahl 2021
Für die Landtagswahl 2021 treten folgende Kandidaten an:
| Direktkandidaten              | Partei           | Wahlkreis- stimmen in % | Landes- stimmen in % |
| ----------------------------- | ---------------- | ----------------------- | -------------------- |
| Malu Dreyer                   | SPD              | 47,7                    | 32,1                 |
| Thorsten Wollscheid           | CDU              | 17,6                    | 21,1                 |
| Michael Frisch                | AfD              | 05,4                    | 05,4                 |
| Tobias Schneider              | FDP              | 03,9                    | 05,2                 |
| Anja Andra Reinermann-Matatko | Grüne            | 13,5                    | 18,7                 |
| Julian Theiß                  | Die Linke        | 04,7                    | 05,0                 |
| Rudolf Rinnen                 | Freie Wähler     | 03,5                    | 04,3                 |
| –                             | Piraten          | –                       | 00,7                 |
| –                             | ÖDP              | –                       | 01,0                 |
| –                             | Klimaliste       | –                       | 01,3                 |
| Martin Schmidt                | Die PARTEI       | 02,9                    | 01,7                 |
| –                             | Tierschutzpartei | –                       | 01,4                 |
| –                             | Volt             | –                       | 02,0                 |
| Ingrid Moritz                 | Parteilos        | 00,8                    | –                    |

Dreyer legte nach ihrer Wiederwahl zur Ministerpräsidentin am 18. Mai 2021 ihr Landtagsmandat nieder. Für sie rückte Sven Teuber nach.

## Wahl 2016
Die Ergebnisse der Wahl zum 17. Landtag Rheinland-Pfalz vom 13. März 2016:
| Direktkandidaten                  | Partei       | Wahlkreisstimmen | Landesstimmen |
| --------------------------------- | ------------ | ---------------- | ------------- |
| Malu Dreyer                       | SPD          | 49,6 %           | 37,6 %        |
| Udo Köhler                        | CDU          | 25,3 %           | 26,9 %        |
| Thorsten Kretzer                  | GRÜNE        | 6,0 %            | 11,2 %        |
| Tobias Schneider                  | FDP          | 3,8 %            | 5,7 %         |
| Kathrin Meß                       | DIE LINKE    | 4,5 %            | 5,4 %         |
| Matthias Schneider                | Freie Wähler | 1,5 %            | 1,3 %         |
| Safet Babic                       | NPD          | 0,3 %            | 0,3 %         |
| André Beck                        | ALFA         | 0,8 %            | 0,7 %         |
| Michael Frisch                    | AfD          | 8,4 %            | 9,1 %         |
| –                                 | Sonstige     | –                | 1,8 %         |
| Wahlberechtigte: 67.568 Einwohner |              |                  |               |
| Wahlbeteiligung: 66,0 %           |              |                  |               |

- Direkt gewählt wurde Malu Dreyer (SPD).[5] Zum 1. August 2016 gab Dreyer ihr Landtagsmandat aufgrund der Doppelbelastung mit ihrem Amt als Ministerpräsidentin ab. Sven Teuber (SPD) rückte für sie nach und vertritt seitdem den Wahlkreis 25 in Trier[6].

## Wahl 2011
Die Ergebnisse der Wahl zum 16. Landtag Rheinland-Pfalz vom 27. März 2011:
| Direktkandidaten                  | Partei    | Wahlkreisstimmen | Landesstimmen |
| --------------------------------- | --------- | ---------------- | ------------- |
| Malu Dreyer                       | SPD       | 40,6 %           | 30,8 %        |
| Bertrand Adams                    | CDU       | 31,7 %           | 30,8 %        |
| Silke Reinert                     | FDP       | 3,1 %            | 4,0 %         |
| Gerd Dahm                         | GRÜNE     | 18,4 %           | 25,6 %        |
| Marc-Bernhard Gleißner            | DIE LINKE | 3,1 %            | 3,4 %         |
| Safet Babic                       | NPD       | 0,7 %            | 0,6 %         |
| Christian Hautmann                | PIRATEN   | 2,4 %            | 2,5 %         |
| –                                 | Sonstige  | –                | 2,3 %         |
| Wahlberechtigte: 67.683 Einwohner |           |                  |               |
| Wahlbeteiligung: 56,6 %           |           |                  |               |

- Direkt gewählt wurde Malu Dreyer (SPD).[5]

## Wahl 2006
Die Ergebnisse der Wahl zum 15. Landtag Rheinland-Pfalz vom 26. März 2006:
| Direktkandidaten                  | Partei   | Wahlkreisstimmen | Landesstimmen |
| --------------------------------- | -------- | ---------------- | ------------- |
| Malu Dreyer                       | SPD      | 45,5 %           | 44,4 %        |
| Christoph Böhr                    | CDU      | 35,4 %           | 33,3 %        |
| Stefanie Lejeune                  | FDP      | 6,6 %            | 7,1 %         |
| Reiner Marz                       | GRÜNE    | 9,2 %            | 9,1 %         |
| Katrin Werner                     | WASG     | 3,3 %            | 3,2 %         |
| –                                 | Sonstige | –                | 2,8 %         |
| Wahlberechtigte: 62.106 Einwohner |          |                  |               |
| Wahlbeteiligung: 51,4 %           |          |                  |               |

- Direkt gewählt wurde Malu Dreyer (SPD).[8]
- Christoph Böhr (CDU) wurde über die Landesliste (Listenplatz 1) in den Landtag gewählt.[10] Nach seinem Ausscheiden rückte Bertrand Adams 2009 nach.
- Stefanie Lejeune (FDP) erhielt ihr Mandat im Landtag über die Bezirksliste 2 (Listenplatz 3).[10]

## Wahlkreissieger
| Wahl | Name            | Partei | Stimmenanteil |
| ---- | --------------- | ------ | ------------- |
| 1991 | Christoph Grimm | SPD    | 45,9 %        |
| 1996 | Christoph Böhr  | CDU    | 42,2 %        |
| 2001 | Christoph Grimm | SPD    | 39,1 %        |
| 2006 | Malu Dreyer     | SPD    | 45,5 %        |
| 2011 | Malu Dreyer     | SPD    | 40,6 %        |
| 2016 | Malu Dreyer     | SPD    | 49,6 %        |
| 2021 | Malu Dreyer     | SPD    | 47,7 %        |